# Марианские острова
Мариа́нские острова́ (чамор. Islas Mariånas, англ. Mariana Islands), до начала XX века также Ладронские острова (исп. Islas de los Ladrones — «острова Воров») — группа островов на западе Тихого океана, в Микронезии. Включает в себя 15 крупных островов и несколько мелких островов и рифов. Общая площадь — около 1018 км², население — 213 241 человек (2010). Вдоль островов проходит глубоководный Марианский жёлоб. 
На островах расположены два политических образования: Гуам (541 км²) и Северные Марианские Острова (477 км²). Обе территории имеют статус неинкорпорированных организованных территорий США (Северные Марианские Острова имеют также статус содружества).

## География
Острова представляют собой островную дугу, расположенную в тектонически активном регионе в западной части Тихого океана. Архипелаг расположен в 2500 км от Филиппин и на таком же расстоянии от Папуа — Новой Гвинеи.
Острова вытянуты между 12 и 21 градусом северной широты примерно на 800 км. Острова состоят из 15 крупных остров: Агихан, Агрихан, Аламаган, Анатахан, Асунсьон, Гуам, Гугуан, Мауг, Паган, Рота, Сайпан, Сариган, Тиниан, Фаральон-де-Мединилья и Фаральон-де-Пахарос.
В геологическом отношении острова можно разделить на две группы: более старая южная островная дуга (острова Гуам, Рота, Тиниан, Агихан, Сайпан) и молодая вулканическая северная дуга (остальные острова архипелага). Южные острова образовались приблизительно 15—20 млн лет назад (в позднем эоцене — раннем миоцене). Все они имеют схожее строение и покрыты слоем известняка — остатков древних коралловых рифов. Группа испытывала несколько поднятий. Северная группа является частью марианской дуги, в месте где Тихоокеанская плита опускается под Филиппинскую. Все острова этой группы являются стратовулканами. Большинство островов окружены коралловыми рифами. Рифы южных островов старше и лучше развиты. В районе островов расположено около 50 подводных вулканов и 11 вулканов образуют острова.
| №                | Остров                        | Площадь, км² | Население, чел. (2010) | Наивысшая точка, м | Пик                 | Координаты                       |
| ---------------- | ----------------------------- | ------------ | ---------------------- | ------------------ | ------------------- | -------------------------------- |
| Северные острова |                               |              |                        |                    |                     |                                  |
| 1                | Фаральон-де-Пахарос (Urracas) | 2,55         | —                      | 319                |                     | 20°33′ с. ш. 144°54′ в. д.       |
| 2                | Мауг                          | 2,13         | —                      | 227                | (Северный остров)   | 20°02′ с. ш. 145°19′ в. д.       |
| 3                | Асунсьон                      | 7,31         | —                      | 891                |                     | 19°43′ с. ш. 145°41′ в. д.       |
| 4                | Агрихан (Agrigan)             | 43,51        | —                      | 965                | гора Агрихан        | 18°46′ с. ш. 145°40′ в. д.       |
| 5                | Паган                         | 47,24        | —                      | 579                | гора Паган          | 18°08′36″ с. ш. 145°47′39″ в. д. |
| 6                | Аламаган                      | 11,11        | —                      | 744                | Аламаган            | 17°35′ с. ш. 145°50′ в. д.       |
| 7                | Гугуан                        | 3,87         | —                      | 301                |                     | 17°20′ с. ш. 145°51′ в. д.       |
| 8                | банка Зеландия                | >0           | —                      | >0                 |                     | 16°45′ с. ш. 145°42′ в. д.       |
| 9                | Сариган                       | 4,97         | —                      | 549                |                     | 16°43′ с. ш. 145°47′ в. д.       |
| 10               | Анатахан                      | 31,21        | —                      | 787                |                     | 16°22′ с. ш. 145°40′ в. д.       |
| 11               | Фаральон-де-Мединилья         | 0,85         | —                      | 81                 |                     | 16°01′ с. ш. 146°04′ в. д.       |
| Южные острова    |                               |              |                        |                    |                     |                                  |
| 12               | Сайпан                        | 115,38       | 48 220                 | 474                | гора Тапочау        | 15°11′06″ с. ш. 145°44′28″ в. д. |
| 13               | Тиниан                        | 101,01       | 3136                   | 170                | Кастию (Lasso Hill) | 14°57′12″ с. ш. 145°38′54″ в. д. |
| 14               | Агихан (Agiguan)              | 7,10         | —                      | 157                | Алутом              | 14°42′ с. ш. 145°18′ в. д.       |
| 15               | Рота                          | 85,39        | 2527                   | 491                | гора Манира         | 14°08′37″ с. ш. 145°11′08″ в. д. |
| 16               | Гуам                          | 541,30       | 159 358                | 406                | гора Ламлам         | 13°27′08″ с. ш. 144°46′13″ в. д. |
|                  | Марианские острова            | 1004,93      | 213 241                | 965                | гора Агрихан        |                                  |

## История
Согласно археологическим данным, первые люди появились на островах 2000 лет до н. э. и были выходцами из юго-восточной Азии. Позже первые поселенцы стали известны как чаморро. Островитяне имели социальное деление. Главами семей считались женщины. Начиная с XVI века колонизаторы безуспешно пытались искоренить матриархат. Около 1000 лет назад культура чаморро изменилась, что нашло проявление и в архитектуре. Островитяне стали строить так называемые камни латте, которые использовались в качестве оснований домов и в религиозных целях.
6 марта 1521 года моряки экспедиции Фернана Магеллана стали первыми европейцами, увидевшими острова (испанские корабли остановились в бухте Уматак у острова Гуам). Из-за первой неприятной встречи с чаморро Магеллан дал островам название Las Islas de los Ladrones («острова Воров»), так как аборигены украли некоторые предметы с кораблей Магеллана, воспользовавшись слабостью команды после утомительного перехода через Тихий океан. В 1565 году острова формально объявлены собственностью испанской короны. В 1668 году на острова прибыли миссионеры во главе с Диего Луисом Сан-Виторесом. Он дал островам новое название в честь испанской королевы Марианны Австрийской, вдовы Филиппа IV.
Началась колонизация Марианских островов. Вскоре Сан-Виторес был убит, что привело к вооружённым столкновениям. Население островов сократилось с 150 тыс. человек на момент прибытия испанцев до 5 тыс. в 1741 году. Многих чаморро заставили переехать на Гуам (только островитяне Рота сопротивлялись, прячась от испанских солдат в холмах острова). Началось заселение островов испанцами и филиппинцами. В 1815—1885 годах северные острова архипелага заселялись жителями соседних Каролинских островов. После окончания испанского господства, когда чаморро разрешили вернуться на родные острова, оказалось, что многие привлекательные земли заняты каролинцами.
После Испано-американской войны Испания уступила США южную часть Марианских островов, а северную часть продала Германской империи по договору от 12 февраля 1899 года. После Первой мировой войны Марианы были поставлены Лигой Наций под управление Японии (основным занятием японцев на островах стало выращивание сахарного тростника), после Второй мировой войны — ООН под управление США (американцы завладели островами в 1944 году, и с острова Тиниан взлетали самолёты, сбросившие бомбу на Хиросиму и Нагасаки 6 августа и 9 августа 1945 года соответственно). В 1978 году США предоставили островам особый статус: Северные Марианские острова и Гуам стали считаться неинкорпорированными организованными территориями США. В 1986 году жителям островов был предоставлен статус граждан США.

## Население
По данным переписи 2000 года, численность населения островов составляла 224 026 человек. По переписи 2010 года, численность населения сократилось до 213 241 человек. Большинство жителей живут на четырёх островах: Рота, Тиниан, Сайпан и Гуам.